# Manuel d'Orléans, conte di Charny
Manuel Luiz d'Orléans y de Watteville, II conte di Charny e (dal 1736) I duca di Castellammare (Bruxelles, 25 agosto 1677 – Napoli, 14 maggio 1740), è stato un generale francese al servizio della Spagna e del Regno di Napoli.

## Biografia
Era figlio illegittimo di Louis d'Orléans, I conte di Charny, a sua volta figlio illegittimo di Gastone d'Orléans, terzogenito maschio di Enrico IV di Francia.
Su incarico di Filippo V di Spagna, dal 1725 al 1731 fu governatore di Ceuta, città spagnola nel Nord Africa, in cui è ancora visibile un suo stemma araldico in rilievo sul muro occidentale della fortificazione detta Contraguardia de San Francisco Javier.
Comandò un contingente di seimila soldati che arrivò a Livorno il 26 ottobre, per garantire i diritti dell'infante don Carlo di Borbone sul Granducato di Toscana e il Ducato di Parma e Piacenza. Come previsto dall'articolo X del trattato di Siviglia, per permettere lo sbarco si recò a Firenze e in nome delle truppe spagnole giurò pubblicamente fedeltà al granduca Gian Gastone de' Medici e al suo erede don Carlo, il quale sbarcò a sua volta il 27 dicembre 1731.
Nel 1733, allo scoppio della guerra di successione polacca, che vedeva la Spagna impegnata contro l'Austria, fu nominato tenente generale e assunse il comando in seconda dell'armata inviata a conquistare le Due Sicilie per don Carlo, agli ordini del capitano generale José Carrillo de Albornoz, conte di Montemar. Dopo l'entrata degli spagnoli a Napoli, diresse l'assedio del Castel Sant'Elmo, che gli si arrese dopo cinque giorni il 25 aprile 1734. Dopo la resa, con un gesto di cortesia militare non inusuale a quell'epoca, invitò a cena il comandante austriaco sconfitto, conte di Lossada, insieme ai suoi ufficiali.
Ricoprì la carica di viceré di Napoli dal 3 gennaio al 12 luglio 1735, durante l'assenza di Carlo di Borbone, messosi in viaggio verso la in Sicilia attraverso le province meridionali del regno, per ottenere l'incoronazione a re delle Due Sicilie il 3 luglio a Palermo. Come tale, il suo nome è riportato in alcune cronotassi dei viceré, in seguito a quelli che ressero il regno durante le dominazioni spagnola e austriaca.
Il 23 dicembre 1735 fu nominato consigliere di Stato del Regno di Napoli, ora governato da un re e ministri propri. Si occupò quindi della creazione del Real Esercito, di cui fu nominato primo capitano generale con decreto del 14 aprile 1737, ricoprendo tale carica fino alla morte.
Nel 1740 fu insignito del Grandato di Spagna di prima classe.